# Culture Tolima

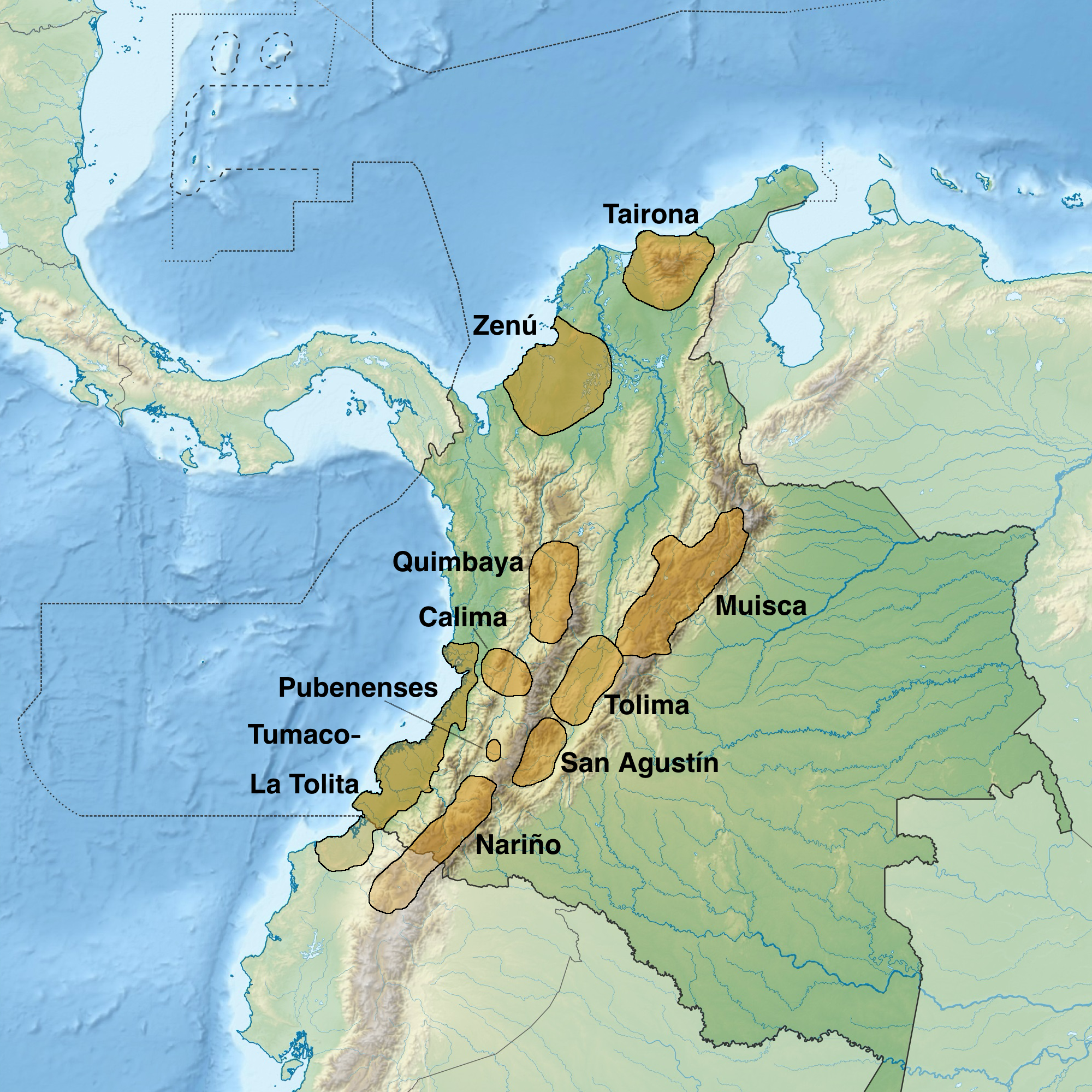
Les cultures précolombiennes de la période pré-classique.

La culture Tolima est une culture archéologique de l'époque précolombienne qui s'est répandue entre 200 et 1000 ap. J-C. dans le cours moyen du río Magdalena, dans l'actuel département de Tolima en Colombie, sur les flancs de la Cordillère Centrale. Cette région regroupait alors une grande diversité d'ethnies (environ 50) dont on connaît surtout les Pijaos et les Panches (es) qui se sont distingués par leur résistance acharnée contre les conquistadors espagnols.

## Situation
Les plus anciennes traces humaines à Tolima ont été trouvés dans le site archéologique d'El Prodigio, dans la municipalité de Chaparral. Des fouilles effectuées en 1991 par l'archéologue Camilo Rodriguez ont permis des datations au carbone 14 de 7370 av. J.-C. Sur ce site ont été trouvés des artéfacts de quartz, utilisés pour la collecte et le broyage des graines.
Selon l'historien Adolfo Triana Antorveza, les indigènes qui faisaient face au processus de colonisation développèrent différentes formes d'organisation communautaire organisées en chefferies, confédérations et hiérarchies semblables à d'autres cultures précolombiennes. Pour le peuple Pijao, il est estimé que l'organisation sociale était pyramidale, avec un chef visible qui entre 1605-1610, était le célèbre cacique Calarcá (es).

## Société
Les représentants de cette culture étaient pour la plupart des agriculteurs et des artisans. La principale culture était le maïs. Dans les terres chaudes sont collectées chaque année jusqu'à trois récoltes de manioc, des panais, des haricots, des pommes de terre, des arachides, des courges, des pastèques, des ananas, des avocats, des melons, des papayes, des fruits de la passion, des goyaves, des capucines tubéreuses, du tabac à priser, du coton, du sisal et de la coca.

## Arts

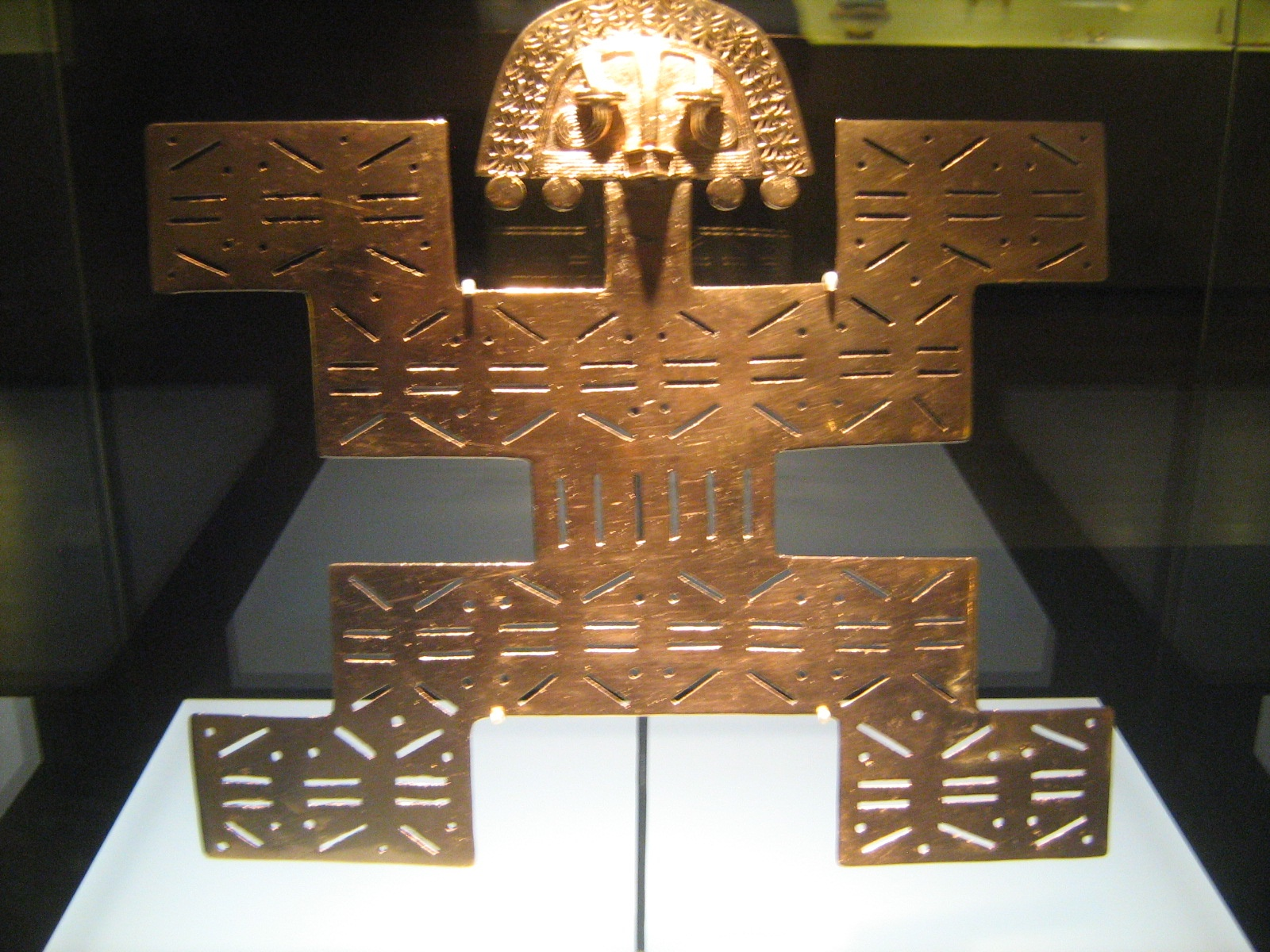
Pectoral en tumbaga ; 0-550 apr. J.-C., musée de l'or.

Comme dans les cultures voisines Quimbayas et Calima, elle a développé une orfèvrerie utilisant de l'or pur et tumbaga. L'orfèvrerie Tolima se distingue surtout par ses pectoraux anthropomorphiques schématiques, avec ou sans décoration, finis en forme d'ancre, ses boucles d'oreilles, colliers, pendentifs et figurines géométriques, anthropomorphes ou zoomorphes. Les personnages sont à deux dimensions et peuvent être très déformés. Certains forment des lignes angulaires du corps reliées à angle droit, pour d'autres les formes sont arrondies et représentent des personnages avec la queue et les oreilles d'un chat ou d'une chauve-souris. La technique utilisée était celle du moulage à la cire perdue suivi d'un martelage.
Une riche collection d'objets d'art et de bijoux de la culture Tolima est exposée au musée de l'or de Bogota.
Les peuples de la culture Tolima produisaient une grande variété de récipients et d'objets en céramique à usage domestique ou cérémoniel, certains de grande taille et avec la présence de couleurs (rouge, brun, jaune, noir), et des outils de pierre avec fonction de grattage, de perçage, de taraudage ou de coupe, produits à partir de matières premières d'origine volcanique.
L'art Tolima se retrouve également dans l'art rupestre qui est largement représenté par les nombreux pétroglyphes et pictogrammes retrouvés.

## Rites funéraires
Les pratiques funéraires dans les communautés culturelles Tolima dépendaient des habitudes de chaque collectivité, de la position sociale du défunt et du temps écoulé depuis le décès. 